# Baby V.O.X
Baby V.O.X (en hangul: 베이비복스) fue un grupo femenino surcoreano formado en 1997, cuya formación final y más conocida consistió en Kim E-Z, Lee Hee-jin, Shim Eun-jin, Kan Mi-youn y Yoon Eun-hye. Se considera uno de los grupos femeninos de K-pop de "primera generación" más destacados de finales de la década de 1990 y principios de la de 2000, junto con S.E.S. y Fin.K.L, y es reconocido como uno de los grupos que más destacó en la Ola Coreana, irrumpiendo en el mercado chino. El grupo lanzó siete álbumes de estudio y se disolvió en 2006.
El 28 de noviembre de 2024, Baby V.O.X anunció que se reunirían con una actuación especial en el KBS Song Festival 2024, la cual terminó sucediendo en diciembre de ese mismo año.

## Historia

### 1997-1999: Debut y primeros años
Baby V.O.X comenzó en 1997 como un grupo de cinco miembros formado por Kim E-Z, Lee Hee-jin, Jung Hyun-jeon, Cha Yu-mi y Jung Shi-woon. El primer sencillo del grupo, "Hair Cut", fue extraído de su primer álbum Equalizeher, lanzado el 10 de julio de 1997. El grupo mostró un estilo inspirado en las Spice Girls, pero el primer álbum no tuvo éxito debido a su concepto atrevido. Cha Yumi resultó herida durante una actuación, por lo que fue reemplazada por Kan Mi-youn. Hyun-jeon y Shi-woon abandonaron el grupo debido a conflictos internos, y fueron reemplazadas por Shim Eun-jin y Lee Gai. El grupo adoptó un estilo más modesto y "cursi", utilizado por grupos populares como S.E.S y Fin.K.L. De su segundo álbum Baby V.O.X II, el sencillo "Ya Ya Ya" se convirtió en un éxito, alcanzando el puesto número siete en las listas de pop coreanas. Le siguió un segundo sencillo, "Change". Tras el lanzamiento, DR Music obligó a Lee Gai a abandonar el grupo porque mintió sobre su edad. Había aparecido por primera vez formando parte del trío Setorae hacía más de diez años bajo su nombre de nacimiento, Lee Hee-jung.

### 1999-2003: Años de éxito

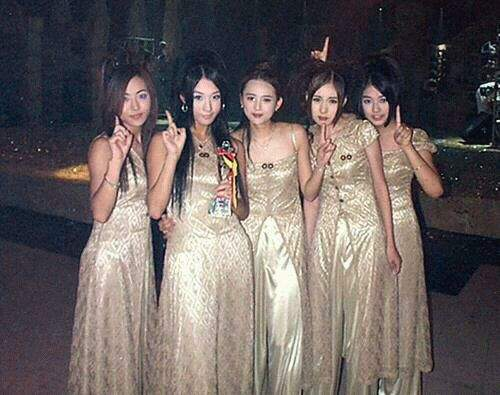
Baby V.O.X en 1999

En junio de 1999, Yoon Eun-hye reemplazó a Lee Gai. Después de esto, el grupo no volvió a cambiar de integrantes, por lo que esta formación se volvió permanente. Lanzaron el sencillo "Get Up". Por primera vez, el grupo alcanzó el número uno en las listas musicales de Corea del Sur. También lanzaron otro sencillo, "Killer", que también fue número uno y recibió el Premio a la Excelencia Superior en los Premios de Música de Seúl en 1999. El tercer sencillo que lanzaron ese año, "Missing You", también fue incluido en el álbum Come Come Come Baby (1999).
En los años siguientes, Baby V.O.X hizo varias apariciones en varios programas de variedades. Después del éxito de su tercer álbum, el grupo se promocionó internacionalmente, incluso en China, Japón y otros países del sudeste asiático. El cuarto álbum del grupo, Why, incluyó los sencillos "Why" y "배신 (Betrayal)". Además, el grupo presentó el programa de televisión Beautiful Sunday-Cruise to the Korea Strait. El quinto álbum del grupo, Boyish Story, fue lanzado en 2001 e incluyó los sencillos "Game Over", "인형 (Doll)" y "I Wish You are My Love".

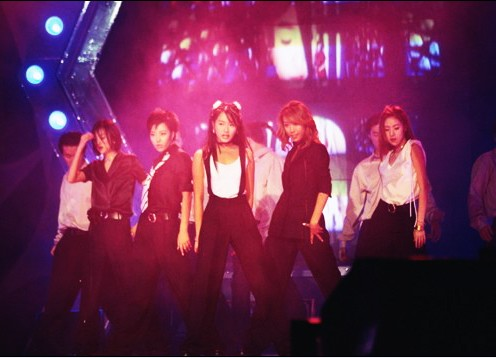
Baby V.O.X en 2001

En 2002, el grupo lanzó un álbum recopilatorio con los sencillos 우연 ("Coincidence") y "Go"; Coincidence fue el primer sencillo número uno del grupo en tres años. "Coincidence" fue reeditada para el Mundial de 2002, y logró ganar mucha más poularidad a nivel mundial. El grupo realizó un concierto en Mongolia, EEUU en 2004, siendo el primer grupo surcoreano en hacerlo. El grupo también actuó en Pyongyang, Corea del Norte en 2003, y fue el segundo grupo femenino surcoreano en actuar en Corea del Norte.

### 2003-2006: Álbumes finales y disolución

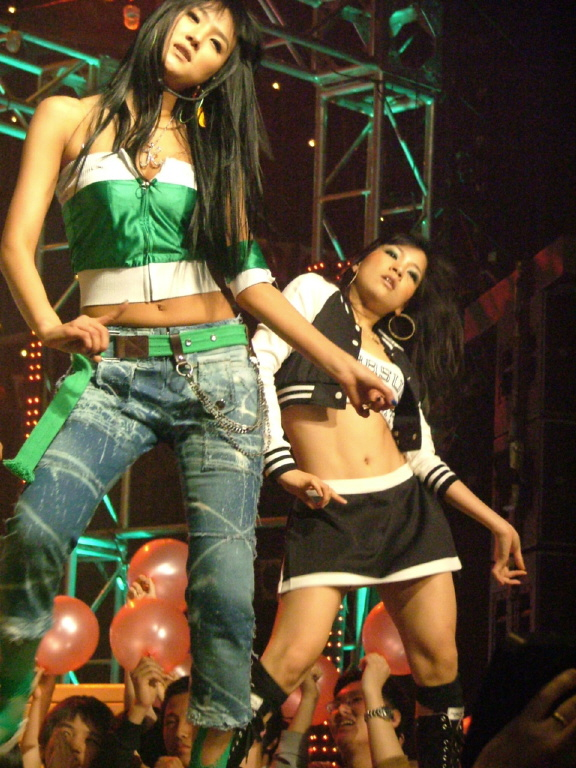
Baby V.O.X interpretando "Xcstasy" en mayo de 2004

En la primavera de 2003, Baby V.O.X lanzó su sexto álbum, Devotion, el cual encabezó las listas musicales chinas con el sencillo "I'm Still Loving You". Además, también encabezó las listas musicales surcoreanas con el sencillo "What Should I Do".
El séptimo y último álbum del grupo, Ride West, lanzado en abril de 2004, tenía canciones en inglés, chino, japonés y coreano, así como apariciones de conocidos artistas estadounidenses como Tupac Shakur, Jennifer Lopez y el rapero independiente Floss P, aunque la "aparición" de Tupac fue un freestyle rap que grabó mientras estaba en prisión antes de morir. La muestra del verso de Tupac fue utilizada sin permiso ni derechos, y esto resultó en una demanda presentada por la madre del rapero, Afeni Shakur. Se realizó un vídeo musical para la canción principal del álbum, "Xcstasy", cantada en inglés, y que emulaba los videos de hip-hop populares estadounidenses en ese momento. Un miembro del grupo de hip hop surcoreano DJ DOC, ofendido por el supuesto uso sin autorización del verso de Tupac Shakur, los denunció en los medios de comunicación, pero luego más tarde se disculpó. Debido a todos estos problemas, el grupo se vio obligado a abandonar el lanzamiento del sencillo. Un segundo sencillo, "Play Remix", realizado en colaboración con Jennifer Lopez, se promocionó durante un breve tiempo, pero las ventas fueron inferiores a las de sus álbumes anteriores.
Shim Eun-jin abandonó oficialmente el grupo en octubre de 2004, y Yoon Eun-hye en abril de 2005. Para mayo de 2005, el grupo ya no estaba realizando promociones, y terminó disolviéndose oficialmente en febrero de 2006.

### Reunión
Baby V.O.X se reunió en agosto de 2010 con una aparición en el programa de entrevistas musicales Kim Jung-eun's Chocolate, la cual fue su primera actividad grupal después de prácticamente disolverse en 2006.
Baby V.O.X se reunió nuevamente después de 14 años en diciembre de 2024, con una actuación en el programa musical de KBS KBS Song Festival.

## Estilo e influencia
Baby V.O.X ha declarado constantemente que se inspiraron en las Spice Girls, quienes lideraron el movimiento del poder femenino en el Reino Unido durante sus inicios, y desde finales de la década de 1990, han sido el primer grupo de chicas surcoreano en intentar lograr atractivo sexual al adoptar los estilos de R&B y pop popularizados por grupos como TLC. El Wall Street Journal las describió como "la versión asiática de las Spice Girls", y el periódico japonés Mainichi Shimbun las presentó como "personas que causarán un cambio tectónico en la industria musical japonesa". Los expertos de la industria musical china han declarado que "Baby V.O.X está considerado como el grupo que sentó las bases para los grupos femeninos de la actualidad. Fueron un grupo femenino adelantado a su tiempo, como la primera cantante extranjera en realizar un concierto en solitario en China", consolidando así su influencia. En 2014, Billboard mostró a Baby V.O.X como uno de los grupos femenino de K-pop que debes conocer.

### Importancia e impacto en el K-pop
Su primer álbum, lanzado el 3 de julio de 1997, contenía un mensaje feminista. Este era un tema inimaginable en ese momento en el k-pop, y a diferencia de otros grupos femeninos surcoreanos que imitaban a varios grupos femeninos japoneses, ellas aprovecharon el momento y se promocionaron como las "Spice Girls de Asia".

## Respaldos
Como Baby V.O.X fue uno de los grupos de k-pop más populares de su tiempo, consiguió respaldar muchas marcas. En septiembre de 1999, el grupo participó en un anuncio de Hardee's. Al año siguiente, en 2000, el grupo también apareció en un anuncio de helados Lotte en EEUU. En 2004, el grupo fue embajador promocional de Korean Air.

## Miembros

### Miembros finales
- Kim E-Z – líder, rapera (1997-2006)
- Lee Hee-jin – voz principal (1997-2006)
- Shim Eun-jin – sub-vocalista (1998-2004)
- Kan Mi-youn - voz principal (1997-2006)[2]
- Yoon Eun-hye – sub-vocalista (1999-2005)

### Antiguos miembros
- Lee Gai, sub-vocalista (1998-1999)
- Jung Hyun-jeon, voz principal (1997-1998)
- Jung Shi-woon, rapera, líder (1997-1998)
- Cha Yumi, sub-vocalista (1997)

## Discografía

### Álbumes de estudio
- Equalizeher (Voice of Xpression) (3 de julio de 1997)
- Baby V.O.X II (15 de septiembre de 1998)
- Come Come Come Baby (21 de julio de 1999)
- Why (15 de mayo de 2000)
- Boyish Story (4 de junio de 2001)
- Devotion (3 de abril de 2003)
- Ride West (18 de marzo de 2004)

### Álbumes recopilatorios
| Título        | Detalles del álbum                                                                     | Posiciones más altas en los gráficos | Ventas         |
| Título        | Detalles del álbum                                                                     | COR                                  | Ventas         |
| ------------- | -------------------------------------------------------------------------------------- | ------------------------------------ | -------------- |
| Special Album | - Fecha de lanzamiento: 23 de abril de 2002 - Etiqueta: DR Music - Formato: CD, casete | 6                                    | - COR: 240,349 |

### Extended plays
| Título                | Detalles del álbum                                                                     |
| --------------------- | -------------------------------------------------------------------------------------- |
| Go (versión japonesa) | - Fecha de lanzamiento: 12 de marzo de 2003 - Etiqueta: Six Beat Records - Formato: CD |